# 추징야
추징야(중국어 정체자: 邱靖雅, 병음: Qiū Jìng Yǎ, 1972년 12월 12일 ~ )는 중화민국의 정치인이다. 국립 칭화 대학교 언어학 연구소 석사.

## 학력
- 타이베이 특별시립 제일여자고등학교
- 국립 칭화 대학 중국 문학과 학사
- 국립 칭화 대학 언어학 연구소 석사

## 역대 선거 결과
| 선거명               | 직책명   | 선거구             | 대수 | 정당   | 득표율 | 득표수   | 결과 | 당락 |
| -------------------- | -------- | ------------------ | ---- | ------ | ------ | -------- | ---- | ---- |
| 2009년 지방 선거     | 시민대표 | 주베이시 제1선거구 | 7대  | 무소속 | 16.17% | 1,474표  | 2위  | 당선 |
| 2014년 지방 선거     | 현의원   | 신주현 제1선거구   | 18대 | 무소속 | 16.59% | 11,560표 | 1위  | 당선 |
| 2016년 입법위원 선거 | 입법위원 | 신주현             | 9대  | 민국당 | 24.96% | 63,512표 | 3위  | 낙선 |
| 2018년 지방 선거     | 현의원   | 신주현 제1선거구   | 19대 | 민국당 | 12.40% | 10,072표 | 1위  | 당선 |
| 2020년 입법위원 선거 | 입법위원 | 신주현 제2선거구   | 10대 | 국회당 | 14.18% | 22,964표 | 3위  | 낙선 |
| 2022년 지방 선거     | 현의원   | 신주현 제1선거구   | 20대 | 무소속 | 8.72%  | 6,965표  | 1위  | 당선 |

## 같이 보기
- 쉬신잉
- 쉬스쉰
- 장징팡
- 우쉬즈
- 장청
- 랴오베이잉